# Ernst Berendt
Ernst Berendt (* 1. Mai 1878 in Berlin; † 4. August 1942 in Dachau) war ein deutscher christlicher Widerstandskämpfer gegen den Nationalsozialismus, protestantischer Pfarrer und Häftling im KZ Dachau.

## Leben

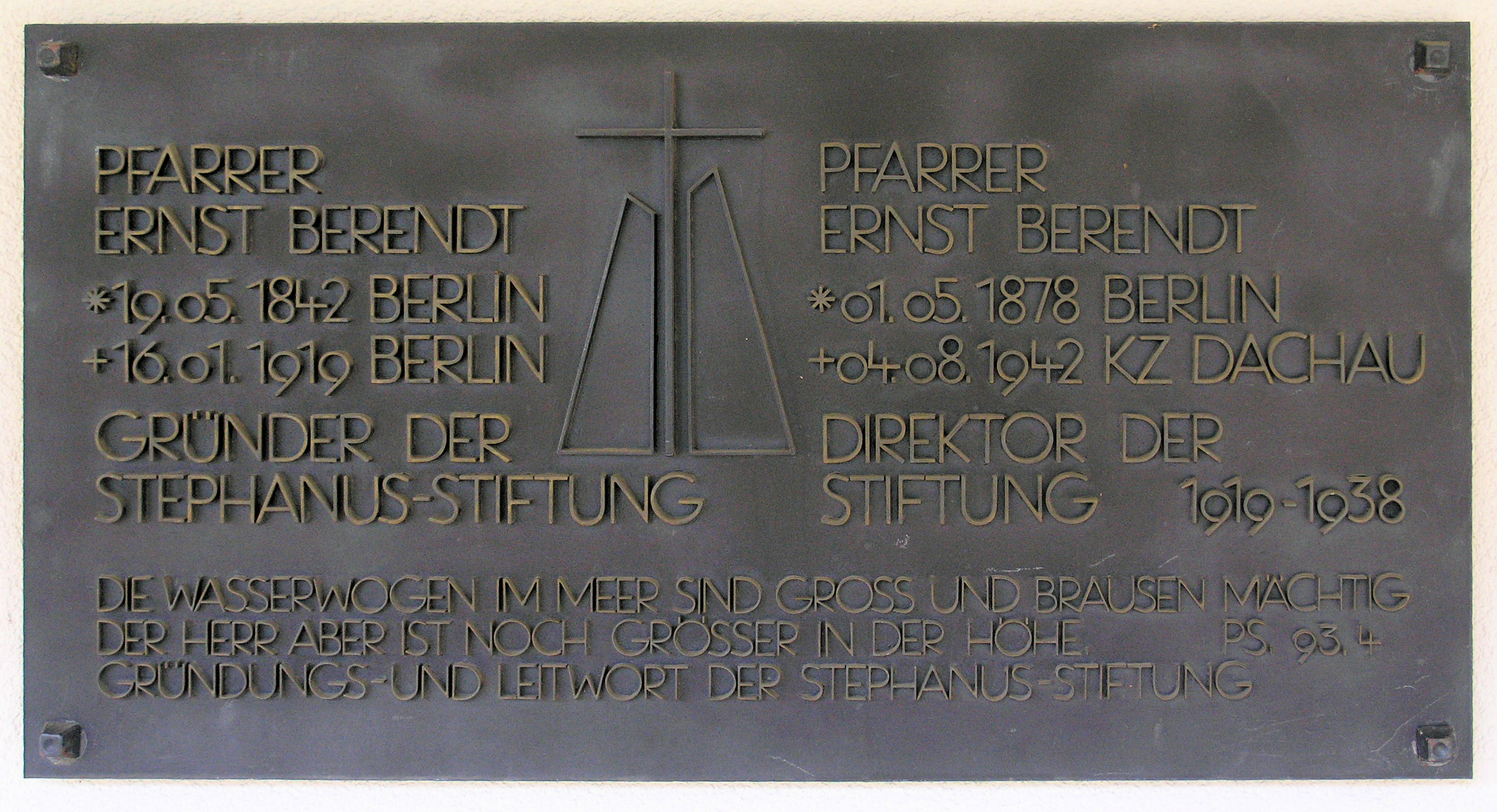
Gedenktafel am Haus, Albertinenstraße 20, in Berlin-Weißensee

Ernst Berendt war der Sohn des evangelischen Pfarrers Ernst Gottlieb Georg Berendt, der die „Stiftung Bethabara“ in Berlin-Weißensee (heute „Stephanus-Stiftung“) leitete. Berendt junior studierte wie sein Vater Evangelische Theologie und wurde zum Pastor ordiniert. Nach dem Tod von Berendt senior im Jahre 1919 setzte er die Arbeit seines Vaters fort und übernahm die Leitung der Stiftung. Im Jahre 1931 ließ er ein Kleinstkinderheim hinzu bauen.
Ernst Berendt war von deutschnationaler Gesinnung und trat am 1. Dezember 1932 in die NSDAP ein (Mitgliedsnummer 1.399.690). Doch dann verweigerte er den Hitlergruß und beteiligte sich im Kirchenkampf der Bekennenden Kirche gegen das Eindringen der NS-Ideologie in die Kirche. Pfarrer Berendt war mindestens neunmal inhaftiert worden und hat beharrlich, aber vergeblich versucht, die Stiftung vor dem Zugriff des NS-Staates zu schützen. In seinen Predigten und Fürbitten setzte er sich u. a. für Martin Niemöller ein, der im KZ Sachsenhausen inhaftiert war.

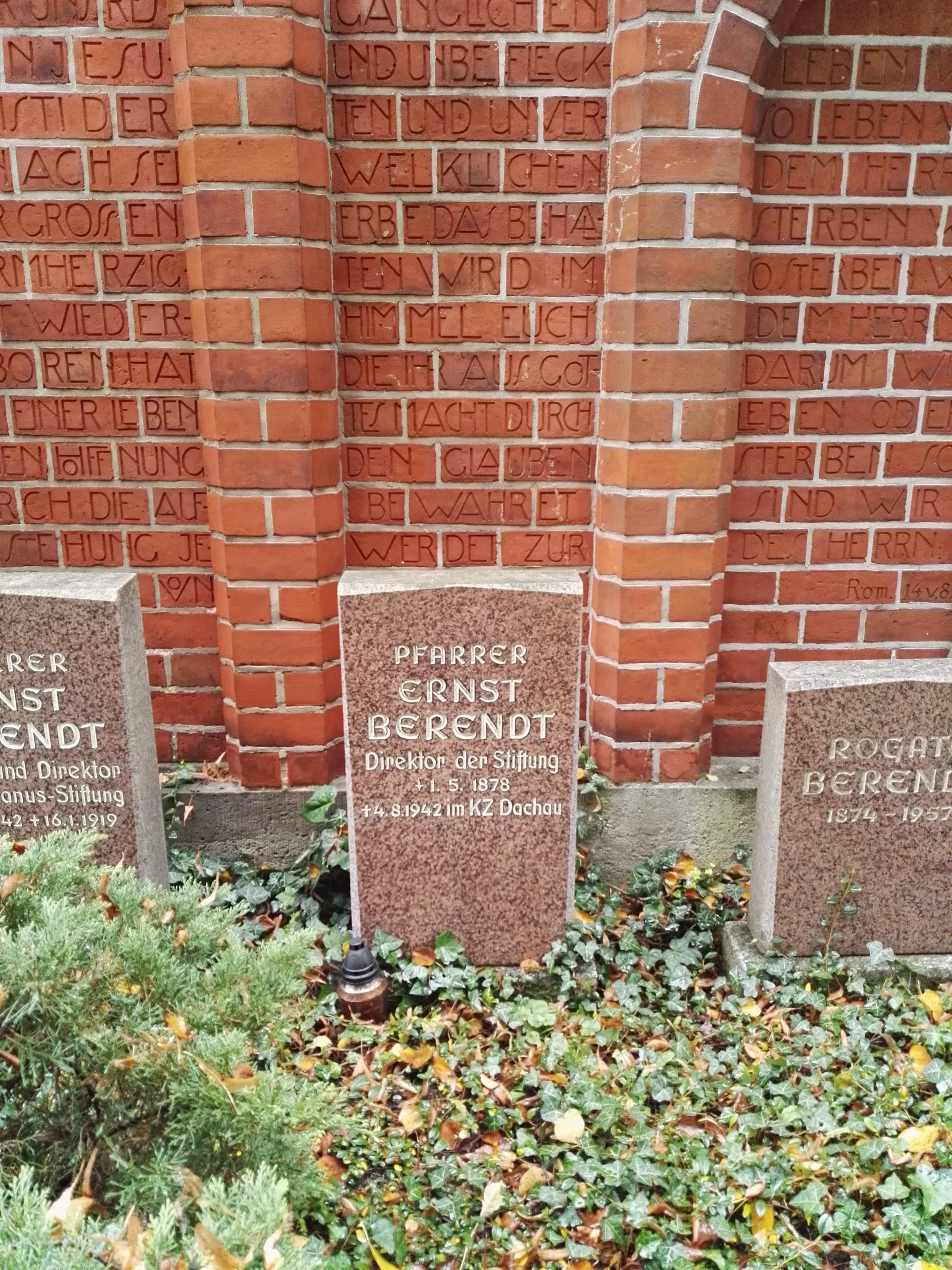
Grabstätte

Nach seiner letztmaligen Festnahme rückte sein Kirchenvorstand von ihm ab und zwang ihn zum Verzicht auf die Pfarrstelle. Berendt kämpfte in Eingaben an höchste Parteistellen erfolglos für seine Freilassung. Er wurde am 21. Mai 1941 aus der NSDAP ausgeschlossen und am selben Tag ins KZ Dachau verschleppt. Hier war Werner Sylten sein Seelsorger. Im Lager war er bekannt für seine mitfühlende und tröstende Seelsorge und half aufopferungsvoll seinen kranken Mitgefangenen. Seine Gesundheit verschlechterte sich aber rapide, und so starb er am 4. August 1942 an Entkräftung und Herzschwäche.
Ernst Berendt Tochter Waldtraut lebte ab 1960 mit ihrem Mann Heinz Kaiser in der Schweiz. Vor internationalem Publikum hielt sie Vorträge zum Thema „Niemals vergessen“. Sie verstarb 2010 in ihrem 87. Lebensjahr in Kreuzlingen.
Ernst Berendt ist ferner der Vater des Jazzredakteurs, Jazzproduzenten und Buchautors Joachim-Ernst Berendt (1922–2000).
Ernst Berendt ist auf dem Georgen-Parochial-Friedhof III im Erbbegräbnis der Familie in Berlin-Weißensee bestattet. Sein Grab ist als Ehrengrab der Stadt Berlin gewidmet.

## Ehrung
In Berlin-Weißensee gibt es ein Altenheim „Ernst-Berendt-Haus“.